# 丸山豊
丸山 豊（まるやま ゆたか、1915年3月30日 - 1989年8月8日）は日本の医師、詩人。日本現代における代表的な詩人の一人。

## 来歴
福岡県八女郡広川町出身。福岡県中学明善校在学中より野田宇太郎らと同人誌「日時計」を発行。1932年第一早稲田高等学院に進学するも中退し、父と同じく医学を志して、1937年九州医学専門学校卒業。
1941年以降、軍医として中国、フィリピン、ビルマを転戦した。復員後の1946年、久留米市にて豊泉会丸山病院を開業。医師として働く傍ら詩作を行う。1947年、安西均、野田宇太郎らと詩誌「母音」を創刊。谷川雁、川崎洋、有田忠郎ら九州の詩人たちが参加した。1966年、福岡県詩人会を設立して代表幹事に就く。1967年から西日本新聞読者文芸の選詩を担当する。1973年、第1回久留米市文化章受賞。1974年、第33回西日本文化賞受賞。1989年、日本現代詩人会主宰の先達詩人顕彰受賞。1963年にはアラゴン主宰の『フランス文学』誌上で「十人の日本詩人」の一人に選ばれるなど、国際的評価も高い。1989年8月7日、家族とのヨーロッパ旅行に向かう途中の日本航空機内で倒れ、アンカレッジで死去した。
作詞では「久留米大学校歌」を手がけたほか、團伊玖磨の合唱組曲「筑後川」「大阿蘇」「海上の道」「玄海」、NHK全国学校音楽コンクール課題曲「水のうた」（大中恩作曲）などがある。九州朝日放送取締役、久留米市教育委員も務めた。
丸山の功績を記念して1992年に「丸山豊記念現代詩賞」がつくられ、谷川俊太郎（第1回）、新川和江（第3回）、まど・みちお（第11回）らが受賞している。
妻の関子は八尋俊邦（元三井物産社長・会長、元経団連副会長）、八尋敏行（元日本製粉社長・会長）の妹。

## 著書
- 『玻璃の乳房 詩集』ボアイエルのクラブ 1934
- 『よびな 詩集』よびな刊行会 1935
- 『白鳥』昭森社 純粋詩叢書 1938
- 『未来 詩集』昭森社 1941
- 『孔雀の寺 詩集』金文堂 1947
- 『地下水 丸山豊詩集』母音社 1947
- 『草苅 丸山豊詩集』昭森社 1957
- 『愛についてのデッサン』国文社 1965
- 『月白の道』創言社 1970、新版1987／新編「月白の道　戦争散文集」中公文庫 2021.7
- 『丸山豊詩集 日本現代詩文庫』黒田達也編 土曜美術社  1985
- 『微安心 詩集』国文社 1989